# Seiichirō Okuno
Seiichirō Okuno (jap. 奥野 誠一郎, Okuno Seiichirō; * 26. Juli 1974 in der Präfektur Fukui) ist ein ehemaliger japanischer Fußballspieler.

## Karriere
Okuno erlernte das Fußballspielen in der Schulmannschaft der Maruoka High School. Seinen ersten Vertrag unterschrieb er 1993 bei den Yokohama Flügels. Der Verein spielte in der höchsten Liga des Landes, der J1 League. Für den Verein absolvierte er 25 Erstligaspiele. Im Juli 1998 wechselte er zum Zweitligisten Ōmiya Ardija. 2004 wurde er mit dem Verein Vizemeister der J2 League und stieg in die J1 League auf. Für den Verein absolvierte er 275 Spiele. Ende 2007 beendete er seine Karriere als Fußballspieler.

## Erfolge
Yokohama Flügels
- Kaiserpokal

Sieger: 1993, 1998
Finalist: 1997